# L'Âge de braise
Pour plus de détails, voir Fiche technique et Distribution.
L'Âge de braise est un film franco-canadien réalisé par Jacques Leduc et sorti en 1998.

## Fiche technique
- Titre anglais : When I Will Be Gone...
- Réalisation : Jacques Leduc
- Scénario : Jacques Leduc, Jacques Marcotte
- Production :  Sunday Films
- Photographie : Pierre Letarte
- Musique : Jean Derome
- Montage : Claude Beaugrand, Elisabeth Guido
- Durée : 93 minutes
- Dates de sortie: 
  - France : 29 juillet 1998
  - Canada :17 septembre 1998 (Festival international du film de Toronto)

## Distribution
- Annie Girardot : Caroline Bonhomme
- France Castel : Maureen
- Michel Ghorayeb : Hermas
- Domini Blythe : Rachel
- Widemir Normil : Mangala / Roger
- Mireille Métellus : Béatrice
- Pascale Bussières : Nathalie
- Denise Bombardier : Denise Lancaster
- Jean-Guy Bouchard

## Distinctions
- Nommé pour la meilleure photographie lors de la 1re soirée des prix Jutra.

## Critiques
Pour Le Parisien, le film est un peu déconcertant, mais l'interprétation d'Annie Girardot est magistrale.